# In un altro mondo
In un altro mondo è un film documentario del 2009 diretto da Joseph Péaquin. Il film segue per un anno la vita di Dario Favre, guardaparco in servizio presso il Parco nazionale del Gran Paradiso, nella sua quotidiana attività di salvaguardia e monitoraggio dell'area protetta.